# Varicopeza crystallina
Varicopeza crystallina är en snäckart som först beskrevs av Dall 1881.  Varicopeza crystallina ingår i släktet Varicopeza och familjen Cerithiidae. Inga underarter finns listade i Catalogue of Life.